# Manfred Kloiber
Manfred Kloiber (* 1962 in Köln) ist ein deutscher freiberuflicher Journalist zum Thema IT. Er ist vorwiegend für den Deutschlandfunk und die ARD tätig. Er ist Redakteur und Moderator der Sendung „Computer und Kommunikation“, die als Samstagsausgabe in der Sendereihe „Forschung aktuell“ erscheint.

## Leben
Kloiber begann seine Tätigkeit als Regionalreporter beim WDR in Aachen. Danach wurde er Autor und realisierte für das WDR Fernsehen über einen Zeitraum von über 20 Jahren Sendungen wie „WDR Computerclub“ und die „Servicezeit“. Manfred Kloiber ist Autor und Reporter für den Deutschlandfunk und insbesondere bei Deutschlandfunk Kultur im Bereich IT und Technik tätig. Seit 1994 ist er einer der Redakteure und Moderatoren des Magazins „Computer und Kommunikation“, das jeden Samstag um 16:30 Uhr im DLF gesendet wird. Kloiber ist ehrenamtlicher Vorsitzender des ver.di-Senderverbandes Deutschlandradio Köln und Bundesvorsitzender der ver.di-Fachgruppe Medien. Er wurde 2015 zum Vorsitzenden der Fachgruppe Medien in ver.di gewählt. Kloiber realisierte zudem Livesendungen aus dem Heinz Nixdorf MuseumsForum in Paderborn.

## Werke
- 2012, mit Peter Welchering und Jan Rähm: Bits und Bomben: Cyberwar: Konzepte, Strategien und reale digitale Kontroversen. Wie vor, ISBN 978-3-86924-325-2
- 2017, mit Peter Welchering: Informantenschutz. Ethische, rechtliche und technische Praxis in Journalismus und Organisationskommunikation. Springer, Wiesbaden, ISBN 978-3-658-08718-0[6]